# Obertura (canción)
«Obertura» es un tema instrumental compuesto por el músico argentino Luis Alberto Spinetta e interpretada por Almendra en el álbum doble Almendra II de 1970, segundo y último de la banda. El álbum fue calificado por la revista Rolling Stone y la cadena MTV como #40 entre los cien mejores discos de la historia del rock nacional argentino.
El tema fue compuesto como obertura de la ópera rock Señor de las latas, compuesta por Spinetta en 1970 que nunca llegó a estrenarse. 
Almendra estuvo integrada por Luis Alberto Spinetta (primera voz y guitarra), Edelmiro Molinari (voz, primera guitarra y órgano), Emilio del Guercio (voz, bajo, órgano y piano) y Rodolfo García (voz y batería).

## Contexto
En 1970 el mundo sufría la Guerra Fría. Argentina vivía bajo una dictadura que había disuelto todos los partidos políticos y que buscaba garantizar la alineación de la Argentina con los Estados Unidos en aquella confrontación global. Tres años antes el Che Guevara había sido asesinado mientras organizaba un movimiento guerrillero en Bolivia. En Argentina desde el año anterior habían comenzado a producirse levantamientos populares insurreccionales como el Rosariazo y el Cordobazo, con participación masiva de la juventud, que se había convertido en esos años en un sujeto histórico novedoso. Ese año aparecerían las dos grandes organizaciones guerrilleras que actuaron en el país, Montoneros -de tendencia peronista- y el Ejército Revolucionario del Pueblo (ERP) -de tendencia marxista-.  
Almendra, banda liderada por Luis Alberto Spinetta, apareció en 1969, renovando radicalmente la música popular argentina y latinoamericana, especialmente el rock cantado en español. Junto a Los Gatos -banda precursora- y Manal, Almendra es considerada parte del trío fundador del "rock nacional", como se conoció en Argentina ese movimiento musical, generacional y cultural.
Al finalizar 1969 Almendra publicó un álbum revolucionario sin título, con un dibujo caricaturizado de un extraño hombre en la tapa, conocido luego como Almendra I, que alcanzó un éxito histórico. Prácticamente todos los temas de ese álbum se volvieron clásicos del rock nacional ("Plegaria para un niño dormido", "Ana no duerme", "Fermín", "A estos hombres tristes", "Color humano", "Figuración") y por sobre todos ellos "Muchacha (ojos de papel)", que se convirtió en un hit histórico, mantenido a través de las décadas.
Convertidos en estrellas de rock, Almendra encaró 1970 con el proyecto de preparar una ópera rock. Sin embargo, las presiones de la fama y las diferencias entre los proyectos musicales de sus integrantes, produjeron una crisis interna del grupo que llevó a la sorpresiva separación de la banda en septiembre de 1970.
Ya separados, a fines del año 1970, con material grabado entre julio y octubre, lanzaron Almendra II, un álbum doble completamente diferente de Almendra I, mucho más roquero y psicodélico, influido por el consumo de LSD, que muestra los diferentes enfoques de los miembros de la banda y la necesidad de experimentación que sentían.

## El tema
El tema es el 15º tema, quinto del Disco 2 (primero del Lado B) del álbum doble Almendra II. Se trata de la obertura de la ópera rock Señor de las latas, compuesta por Spinetta en 1970 que nunca llegó a estrenarse. Se destaca la bellísima melodía interpretada como solo de guitarra por Edelmiro Molinari. El crítico Diego Fischerman lo definió como un tema donde "se mezclaba el Pete Townshend de Tommy con un pie rítmico de candombe".
El argumento de El Señor de las Latas era una representación en clave mágico-simbólica del propio movimiento roquero argentino que estaba surgiendo. Sus personajes eran Litto Nebbia, Moris, Tanguito, Javier Martínez, Roque Narvaja y Miguel Abuelo. Spinetta interpretaba al Mago de Agua, un ser extraterrestre que se convierte en pordiosero buscándose a sí mismo.
No quedan registros grabados de la ópera, pero otros temas fueron también interpretados luego por Spinetta, como "Canción para los días de la vida" (A 18' del sol), "Ella también" (Kamikaze), "Canción del mago de agua", "Caminata", "Historias de la inteligencia" y "Viejos profetas de lo eterno", estos últimos cuatro interpretados en el recital de presentación de Kamikaze.